# Anna Margarete von Braunschweig-Harburg
Anna Margarete von Braunschweig-Lüneburg-Harburg (* 25. März 1567 in Harburg; † 22. August 1646 in Quedlinburg) war eine Prinzessin von Braunschweig-Lüneburg-Harburg und von 1601 bis zu ihrem Tod Pröpstin im Stift Quedlinburg.

## Leben
Anna Margarete war eine Tochter des Herzogs Otto II. von Braunschweig-Harburg (1528–1603) aus dessen zweiter Ehe mit Hedwig (1535–1616), Tochter des Grafen Enno II. von Ostfriesland.
Anna Margarete sollte 1596 als Koadjutorin im Stift Quedlinburg eingeführt werden, womit sie als designierte Nachfolgerin der Anna von Stolberg als Äbtissin galt. Der Schutzvogt des Stifts Friedrich Wilhelm von Sachsen-Weimar setzte aber die Wahl seiner Schwester Maria zur Äbtissin durch. Die Angelegenheit wurde schließlich „in Guete beygelegt“ und Anna Margarete am 22. Juni 1601 zur Pröpstin des Stifts ernannt, welches Amt sie bis zu ihrem Tod 44 Jahre lang innehatte. Die Pröpstin galt als leidenschaftliche Reiterin und bei einem Besuch ihrer Heimatstadt Harburg 1601 verehrte ihr der Rat ein Pferd im Wert von 25 Talern.
Anna Margerete wurde in der Quedlinburger Stiftskirche St. Servatii beigesetzt. Ihr Epitaph wurde 1938 im Zuge der Umwandlung der Kirche zu einer „Weihestätte“ durch Heinrich Himmler beseitigt. Anna Margarete vermachte in ihrem Testament dem Stift 600 Taler, deren Zinsen jährlich einmal an Arme ausgezahlt werden sollten.
Unter dem Namen die Barmherzige war Anna Margarete Mitglied der Tugendlichen Gesellschaft.